# Peter Nelson Cabin Site
 (avril 2022).
Pour les articles homonymes, voir Nelson.
Le Peter Nelson Cabin Site est une ancienne exploitation minière américaine située dans le borough de Denali, en Alaska. Protégé au sein des parc national et réserve du Denali, le site a été construit par un orpailleur dans les années 1920 et se compose notamment d'une cabane. Il est inscrit au Registre national des lieux historiques depuis le 11 avril 2022.